# B2Run Köln
Der B2Run Köln ist ein jährlich stattfindender Firmenlauf in Köln. Die Laufstrecke von 6 km führt durch den Kölner Stadtwald und endet mit dem Zieleinlauf im RheinEnergieStadion. Im Anschluss findet die AfterRun-Party statt. Der B2Run Köln war 2024 mit 20.000 Teilnehmern der größte Firmenlauf in Nordrhein-Westfalen und der drittgrößte Firmenlauf in Deutschland.

## Geschichte
Die Infront B2Run GmbH, Tochtergesellschaft der internationalen Sportmarketing-Firma Infront, organisiert und entwickelt Europas größte Firmenlaufserie, B2Run, die seit der Gründung im Jahr 2004 signifikantes Wachstum verzeichnet. Präsentiert von der DAK-Gesundheit, werden 2025 in 18 Städten in ganz Deutschland B2Run-Läufe ausgetragen. Außerdem veranstaltet die Infront B2Run GmbH den BASF-Firmencup sowie den MOPO Team-Staffellauf. Weitere B2Run-Läufe finden jedes Jahr in Österreich, der Schweiz, Kroatien,
Portugal sowie in Griechenland statt und bieten Unternehmen auch dort attraktive Plattformen für einzigartige Mitarbeiter-Events.

## Übersicht der Läufe seit 2008
| Datum                | Starter             | Unternehmen | Streckenlänge |
| -------------------- | ------------------- | ----------- | ------------- |
| 14.08.2008           | 2.500               | 250         | 5 km          |
| 27.08.2009           | 4.500               | 430         | 5 km          |
| 26.08.2010           | 6.500               | 510         | 5 km          |
| 16.06.2011           | 8.000               | 600         | 5 km          |
| 14.06.2012           | 10.000              | 650         | 5,2 km        |
| 18.07.2013           | 15.000              | 860         | 5,2 km        |
| 21.08.2014           | 17.500              | 1.000       | 5,4 km        |
| 13.08.2015           | 20.000              | 1.100       | 5,4 km        |
| 01.09.2016           | 22.000              |             | 5,4 km        |
| 07.09.2017           | 23.000              | 1.000       | 5,5 km        |
| 06.09.2018           | 23.000              | 1.000       | 5,4 km        |
| 05.09.2019           | 23.000              | 1.000       | 5,4 km        |
| 03.09.2020 (geplant) | Absage wegen Corona | 1.000       | 5,4 km        |
| 2021 (geplant)       | Absage wegen Corona | 1.000       | 5,4 km        |
| 22.09.2022           | 9.759               |             | 5,4 km        |
| 14.09.2023           | 19.000              | 710         | 5,2 km        |
| 25.09.2024           | 20.000              | 883         | 5,2 km        |
| 03.09.2025           |                     |             | 6 km          |

## Strecke
Die Laufstrecke hat eine Länge von 6 km und führt über befestigte Wege durch den Stadtwald. Der Start befindet sich auf dem Oskar-Rehfeldt-Weg zwischen den Stadionvorwiesen vor dem RheinEnergieStadion und erfolgt in Blöcken, um die Anzahl der Teilnehmer auf der Strecke zu reduzieren. Das Ziel befindet sich im RheinEnergieStadion.